# Павіно (село, Костромська область)
Павіно (рос. Павино) — село в Павінському районі Костромської області Російської Федерації.
Населення становить 3067 осіб. Входить до складу муніципального утворення Павінське сільське поселення.

## Історія
До 1937 року населений пункт перебував у складі Північної області. Відтак, у 1937-1944 року у складі Вологодської області. Від 1944 належить до Костромської області.
Орган місцевого самоврядування від 2004 року — Павінське сільське поселення.

## Населення
| 1959  | 1970  | 1979  | 1989  | 2002  | 2008  | 2010  |
| ----- | ----- | ----- | ----- | ----- | ----- | ----- |
| 1138  | ↗2794 | ↗3134 | ↗3405 | ↘3024 | ↗3131 | ↘2821 |
| 2014  |       |       |       |       |       |       |
| ↗3067 |       |       |       |       |       |       |